# Sa Foradada

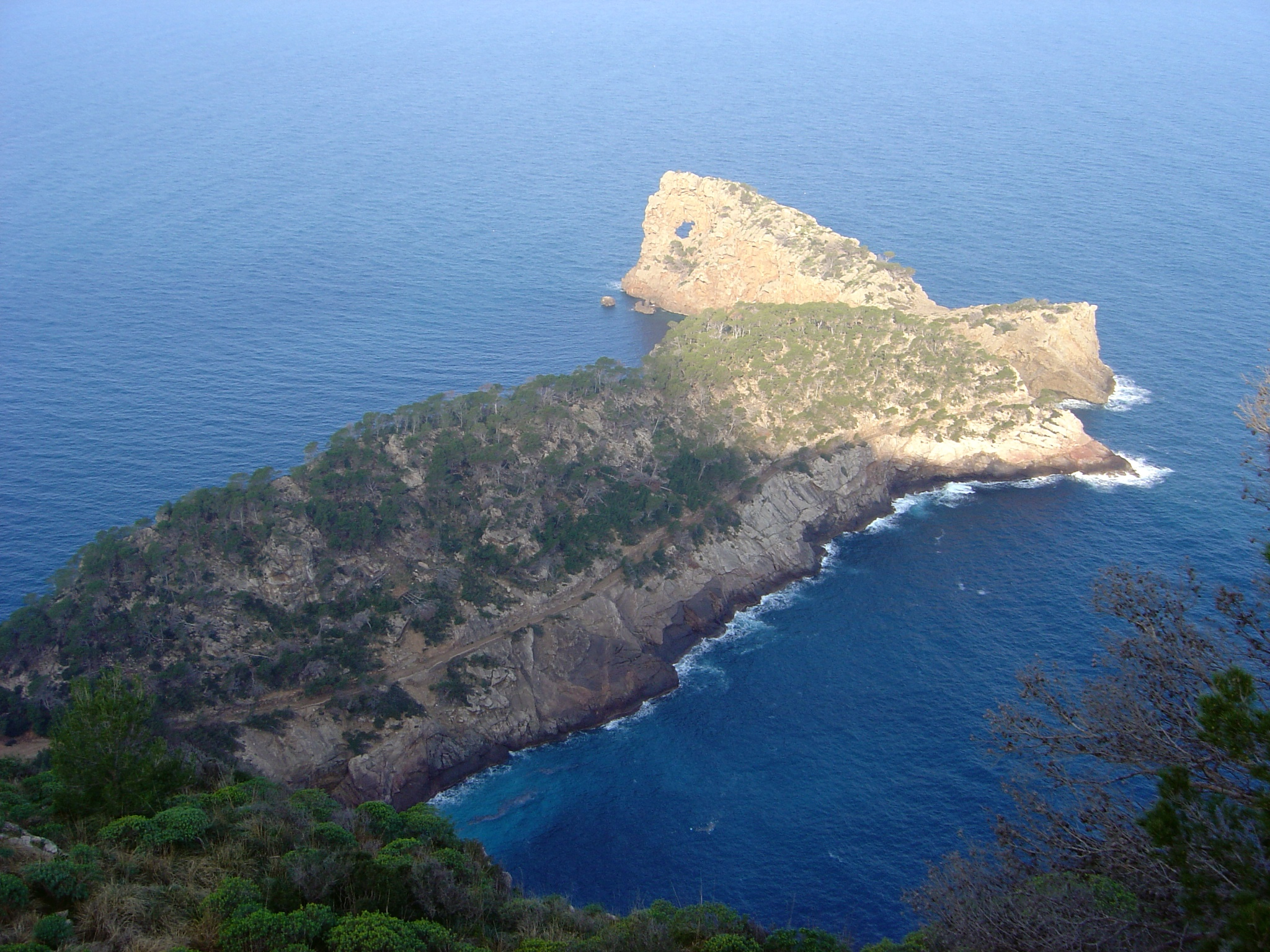
Sa Foradada.

Sa Foradada es una península de la Sierra de Tramontana de Mallorca (Islas Baleares, España), que está situada en el término municipal de Deyá.
Recibe este nombre porque tiene un agujero visible desde varios puntos de la Sierra.
Es especialmente reseñable la panorámica que se ve del mirador de Son Marroig, donde a la hora de la puesta de sol se reúne un buen grupo de gente a admirar una visión que resulta sobrecogedora.

## Anécdotas
Dice la leyenda que dicho hueco se debe a un cañonazo producido durante la guerra de 1582 entre corsarios norteafricanos y cristianos a las órdenes de Mateu Sanglada.
El Archiduque Luis Salvador, al comprar la finca de Son Marroig (que incluía la península de Sa Foradada) fue alertado por algunos que había pagado un precio abusivo. Él respondió que con todo el que había dado no había ni para comprar el agujero de Sa Foradada.
El Archiduque hizo la carretera que une Son Marroig con Sa Foradada.

## Galería

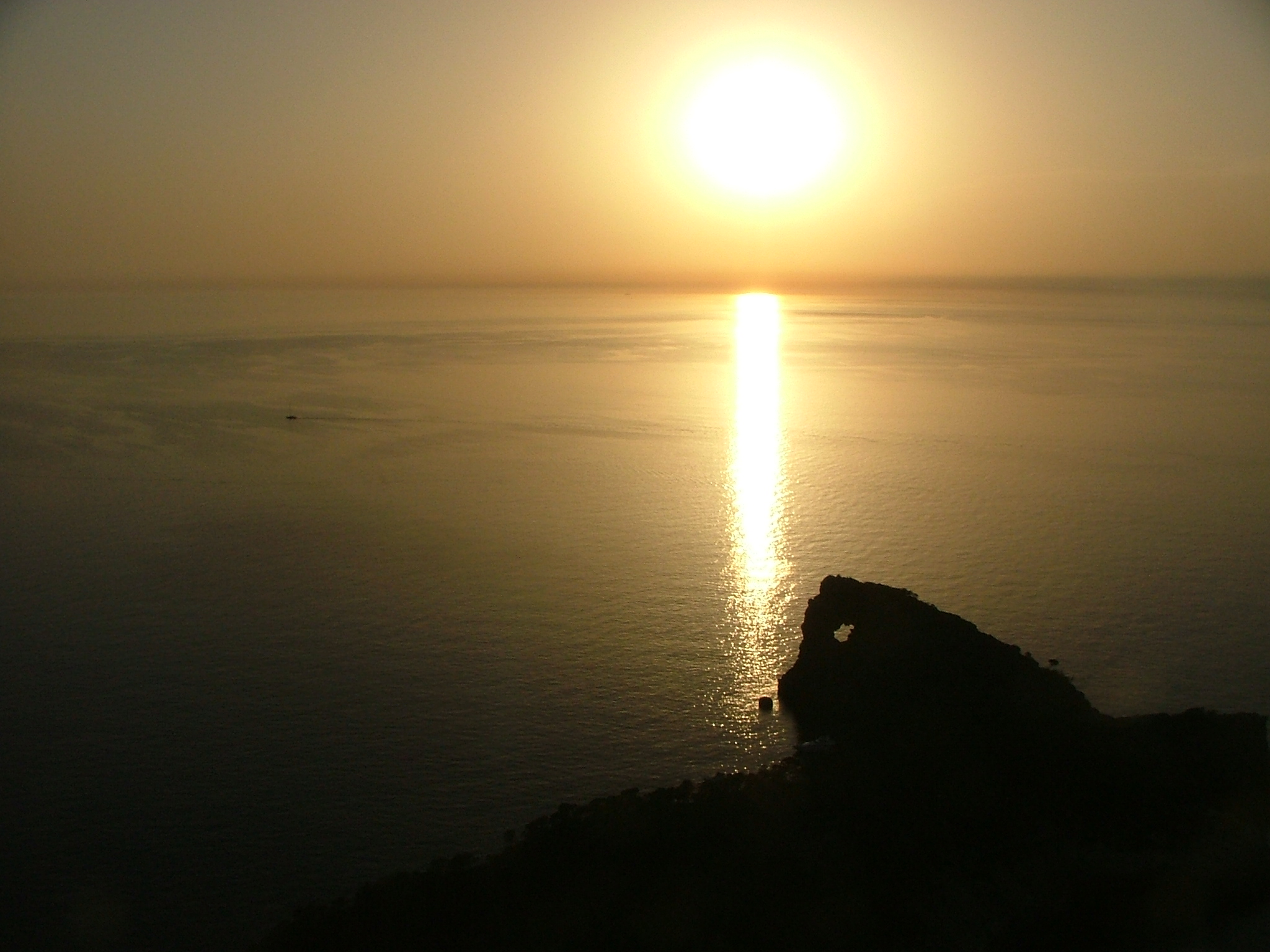
Sa Foradada.
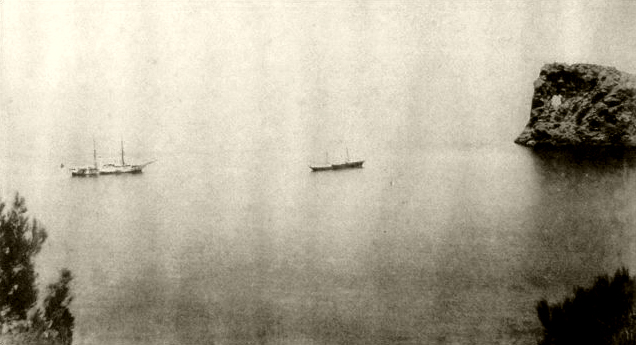
El Nixe en Sa Foradada.
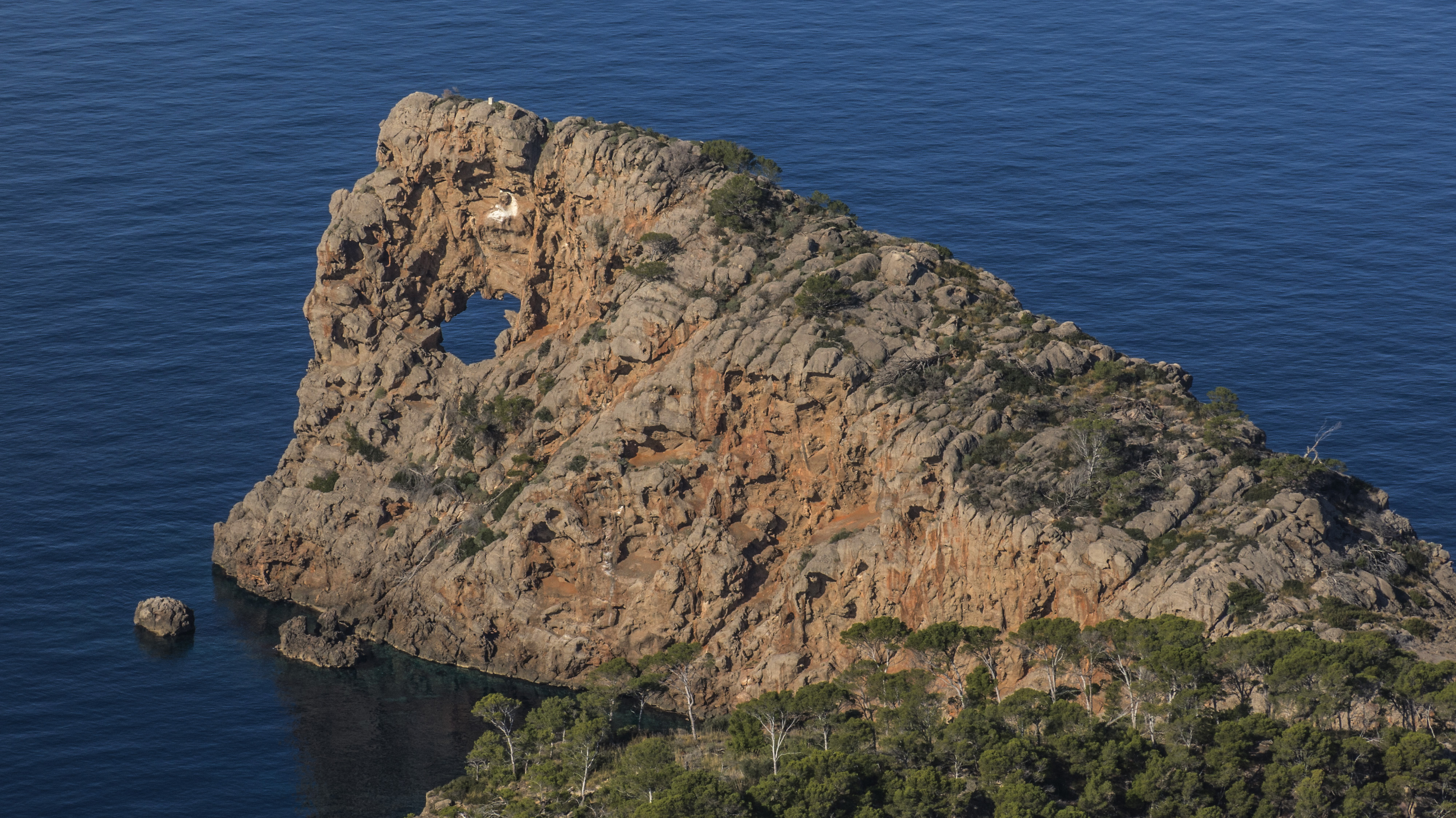